# FARC
Colombias revolutionära väpnade styrkor – folkets armé, FARC (även FARC-EP) (spanska: Fuerzas Armadas Revolucionarias de Colombia – Ejército del Pueblo), var en revolutionär, marxist-leninistisk gerillaorganisation som i colombianska inbördeskriget förde en väpnad kamp mot landets regeringsstyrkor och paramilitärer.
FARC-EP klassificeras som en terrororganisation av bland andra Colombia, USA, Kanada och EU. Flera latinamerikanska länder inklusive Venezuela, Argentina, Brasilien och Ecuador har däremot inte terrorstämplat rörelsen.
Efter fyra års förhandlingar meddelade den colombianska regeringen och FARC den 25 augusti 2016 att de nått en "slutlig, fullständig och definitiv överenskommelse" som skulle avsluta konflikten i Colombia. Alla 200 punkter i avtalet skulle vara överenskomna. En folkomröstning om fredsavtalet hölls den 2 oktober, där majoriteten av befolkningen (50,23 %) röstade nej till fredsavtalet.

## Historia
Colombias revolutionära väpnade styrkor bildades 1964 som den militära grenen av Colombias kommunistiska parti.  Detta följde efter La Violencia, en tioårsperiod av inbördeskrig mellan 1948 och 1958, då liberala och socialistiska gerillagrupper tillsammans hade bekämpat den konservativa regeringen. Merparten av dessa grupper avmobiliserades vid slutet av inbördeskriget men några med kopplingar till kommunistpartiet fortsatte operera. Under 1980-talet och mot kalla krigets slut växte FARC och det colombianska kommunistpartiet alltmer isär. FARC förkastade bland annat den sovjetiska reformpolitiken som de colombianska kommunisterna anammade, och tog samtidigt allt större kontroll över partiet Patriotisk Union som de gemensamt bildat år 1985. År 1993 separerade FARC och Colombias kommunistiska parti slutligen officiellt.

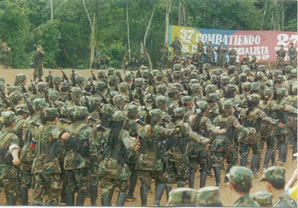
Gerillasoldater under fredssamtalen 1999–2002.

Försöket till förändring på demokratisk väg saboterades när storgodsägare, narkotikaligor och paramilitärer mördade tusentals medlemmar i Patriotisk Union, inklusive partiets presidentkandidat år 1990. Samtliga presidentkandidater från vänstern och mitten-vänster-partier mördades det året. Medan åtskilliga andra colombianska gerillagrupper avmobiliserades under 1990-talet fortsatte FARC sin väpnade kamp. Inte bara regeringsarmén utan även högerextrema paramilitära grupper såsom Colombias förenade självförsvarsstyrkor (AUC) bekämpade då landets vänstergerillor. AUC skapades 1997 på grunderna att den colombianska staten historiskt misslyckats upprätthålla lag och ordning. Gruppen samarbetade nära med den colombianska armén och bedrev upprorsbekämpning mot bland annat FARC. Likt sina motståndare finansierades deras aktiviteter (som också bestod av lönnmord, kidnappningar etcetera) huvudsakligen genom narkotikahandel.
FARC-EP, som är det moderna namnet på gerillarörelsen, är ännu den största (och äldsta) rebellgruppen i Sydamerika. Gruppen hade, enligt den colombianska armén, 18 000 medlemmar under 2010, av vilka 9 000 beräknades bära uniform och ytterligare 9 000 civilklädda medlemmar i urbana miliser, vilket skulle innebära att de har blivit försvagade sedan president Álvaro Uribe tog makten 2002. Enligt andra källor har FARC-EP drygt 11 200 medlemmar i uniform. FARC-EP:s befälhavare Raúl Reyes sade 2007 att den väpnade styrkan var 18 000 man. Tillsammans med den mindre gerillagruppen Ejército de Liberación Nacional (ELN) uppskattas FARC ha kontrollerat uppemot 40 procent av Colombias territorium från 1999 till 2008. Flertalet av gerillamedlemmarna antas finnas i de sydöstra delarna av Colombias 500 000 kvadratkilometer stora djungel och på slättlanden vid Anderna.
27 april 2011 anhölls och häktades svensken Paul Mardirossian i New York för illegal vapen- och narkotikahandel med agenter från amerikanska Drug Enforcement Administration som utgav sig för att vara representanter för just FARC. Fram till januari 2012 har han nekat till att ha samtalat med de förklädda agenterna, men erkände då bland annat inblandning i "narkoterrorism", förberedelse till att förse internationella terrororganisationer med vapen och försök till narkotikasmuggling.
Enligt en rapport från FN:s kommission för mänskliga rättigheter (2005) så fortsätter "FARC-EP att begå grova brott mot de mänskliga rättigheterna såsom mord på skyddade personer, tortyr och gisslantagning, som drabbar många civila".

## Politisk plattform
FARC har deklarerat att de är revolutionära jordreformivrare och antiimperialistiska marxist-leninister som är inspirerade av bolivarianismen. Man säger sig representera fattiga jordbrukare i kampen mot Colombias överklass.
Gruppen motsätter sig USA:s inflytande i Colombia, till exempel Plan Colombia, och säger sig kämpa mot neoimperialism, multinationella företags monopolisering av naturresurser och våld utfört av paramilitära grupper och regeringsarmén.

## Finansiering
FARC finansierar huvudsakligen sina aktiviteter genom narkotikahandel, kidnappning och gisslantagning, utpressning av storbönder och företag men även bankrån. Sammanlagt uppgår inkomsterna till cirka 300 miljoner dollar om året varav uppemot en tredjedel kommer från narkotikahandel.
Majoriteten av alla politiska kidnappningar i Colombia begås av FARC, som ursprungligen riktade in sig på narkotikahandlares familjer, överklassen och utlänningar men över tid har expanderat till mindre förmögna grupper samt medelklassen. Trots en överenskommelse 1984 som innebar att gruppen skulle upphöra med politiska kidnappningar fortsatte de i ökande takt. Gerillaledaren Alfonso Cano lade senare skulden på enskilda enheter inom FARC som bröt mot ledarskapets direktiv.

### Uppmärksammade gisslan
En av gerillans mest kända gisslan var Íngrid Betancourt som satt fången mellan 2002 och 2008.
I mars 2009 släpptes svensken Roland Larsson som hållits fången av rörelsen i nästan två år efter att han kidnappades 16 maj 2007 tillsammans med sin sambo, som fyra dagar efter flydde i samband med en eldstrid. I fångenskap drabbades Larsson av stroke och blev förlamad i delar av kroppen.
En annan uppmärksammad gisslan är Luis Mendieta som kidnappades 1998 när FARC överföll polishögkvarteret i Mitu. Han räddades 2010 efter 11 år i fångenskap.

## Ledare
Den högste ledaren för FARC-EP var mellan 2008 och 2011 Alfonso Cano. Han dödades i november 2011 av colombianska regeringsstyrkor. Grundaren och ledaren Manuel Marulanda Véles, känd som Tirofijo (colombiansk spanska: Kulan som aldrig missar), född 1930, dog i en hjärtattack 26 mars 2008, varefter Alfonso Cano tog över som ledare. Den dåvarande andremannen Raúl Reyes dödades 1 mars 2008.[källa behövs]
Colombias armé meddelade 23 september 2010 att FARC:s näst högste ledare, Jorge Briceno, dödats i en gryningsräd. Han var även känd som "Mono Jojoy" och Victor Julio Suarez Rojas. USA ansåg att han var en nyckelfigur i gerillans narkotikasmuggling.